# Saskatchewan Liberal Party
Die Saskatchewan Liberal Party (frz. Parti libéral de la Saskatchewan) war eine liberale Partei in der kanadischen Provinz Saskatchewan. Sie dominierte die Provinzpolitik in der ersten Hälfte des 20. Jahrhunderts und stellte mehrmals die Regierung, konnte dann aber mit Ausnahme der 1960er Jahre nie mehr an frühere Erfolge anknüpfen. Seit den Wahlen 2003 ist sie nicht in der Legislativversammlung von Saskatchewan vertreten. 2023 benannte sie sich in Saskatchewan Progress Party um.

## Geschichte
Die Partei wurde im selben Jahr wie die Provinz gegründet und dominierte von Beginn weg das politische Geschehen. Bis Mitte der 1940er Jahre stellte sie fünf von sechs Premierministern und war stets die wählerstärkste Partei. Sie war damals in der Mitte des politischen Spektrums angesiedelt und sprach gezielt auch Wähler nichtbritischer Herkunft an, darunter Einwanderer aus Osteuropa, Katholiken und Frankophone. Die Liberalen verweigerten sich nativistischen Tendenzen, als Ende der 1920er Jahre der Ku-Klux-Klan kurzzeitig einen großen Einfluss in Saskatchewan ausübte.
1944 endete die Dominanz, als in Saskatchewan mit der Co-operative Commonwealth Federation (CCF) von Tommy Douglas die erste sozialdemokratische Regierung Nordamerikas an die Macht gelangte. Die Liberalen rückten politisch nach rechts und blieben bis 1964 in der Opposition, als Ross Thatcher die Wahlen gewann. Nach der Wahlniederlage 1971 gegen die Saskatchewan New Democratic Party (Nachfolgepartei der CCF) blieben die Liberalen bis 1978 stärkste Oppositionspartei, als sie sämtliche Sitze verloren und die Progressiv-Konservativen (PC) ihren Platz einnahmen.
Zu Beginn der 1990er Jahre konnten die Liberalen nur bedingt vom Spesenskandal der progressiv-konservativen Regierung profitieren, stiegen dann aber 1995 vorübergehend wieder zur stärksten oppositionellen Kraft auf. Vier liberale Abgeordnete der Legislativversammlung gründeten 1997 zusammen mit vier Abgeordneten der PC die Saskatchewan Party, die anschließend zur großen Mitte-rechts-Partei in dieser Provinz wurde. Bei den Wahlen 1999 verpassten die Sozialdemokraten knapp die absolute Mehrheit und überredeten drei Liberale zum Parteiwechsel. Es folgten parteiinterne Auseinandersetzungen, die eine erhebliche Schwächung der Liberal Party verursachten. 
Seit 2003 gelang es ihr nicht mehr, in das Provinzparlament einzuziehen, 2011 sank sie in die völlige Bedeutungslosigkeit ab. Bei der Wahl zum Provinzparlament 2020 stellte sie nur in drei Wahlkreisen Kandidaten auf, die insgesamt 355 Stimmen (0,1 Prozent) bekamen. Die Partei benannte sich 2023 in Saskatchewan Progress Party um.

## Wahlergebnisse
Ergebnisse bei den Wahlen zur Legislativversammlung:
| Wahl | Sitze total | Kandi- daten | Gew. Sitze | Stimmen | Anteil  |
| ---- | ----------- | ------------ | ---------- | ------- | ------- |
| 1905 | 25          | 25           | 16         | 17.812  | 52,25 % |
| 1908 | 41          | 41           | 27         | 29.807  | 50,79 % |
| 1912 | 53          | 53           | 45         | 50.004  | 56,96 % |
| 1917 | 59          | 58           | 51         | 106.552 | 56,68 % |
| 1921 | 63          | 60           | 46         | 92.983  | 51,39 % |
| 1925 | 63          | 62           | 50         | 125.751 | 51,51 % |
| 1929 | 63          | 62           | 28         | 164.487 | 45,56 % |
| 1934 | 55          | 56           | 50         | 206.212 | 48,00 % |
| 1938 | 52          | 53           | 38         | 200.334 | 45,45 % |
| 1944 | 52          | 52           | 5          | 140.901 | 35,42 % |
| 1948 | 52          | 41           | 19         | 152.400 | 30,60 % |
| 1952 | 53          | 53           | 11         | 211.882 | 39,27 % |
| 1956 | 53          | 52           | 14         | 167.427 | 30,34 % |
| 1960 | 54          | 55           | 17         | 221.932 | 32,67 % |

| Wahl | Sitze total | Kandi- daten | Gew. Sitze | Stimmen | Anteil  |
| ---- | ----------- | ------------ | ---------- | ------- | ------- |
| 1964 | 59          | 59           | 32         | 269.402 | 40,40 % |
| 1967 | 59          | 59           | 35         | 193.871 | 45,57 % |
| 1971 | 60          | 60           | 15         | 193.864 | 42,82 % |
| 1975 | 61          | 61           | 15         | 142.853 | 31,67 % |
| 1978 | 61          | 61           | 0          | 65.498  | 13,78 % |
| 1982 | 64          | 64           | 0          | 24.134  | 4,51 %  |
| 1986 | 64          | 64           | 1          | 54.739  | 9,99 %  |
| 1991 | 66          | 66           | 1          | 125.814 | 23,29 % |
| 1995 | 58          | 58           | 11         | 141.873 | 34,70 % |
| 1999 | 57          | 58           | 4          | 81.694  | 20,15 % |
| 2003 | 58          | 58           | 0          | 60.601  | 14,18 % |
| 2007 | 58          | 58           | 0          | 42.585  | 9,40 %  |
| 2011 | 58          | 9            | 0          | 2.237   | 0,55 %  |
| 2016 | 61          | 61           | 0          | 15.568  | 3,59 %  |
| 2020 | 61          | 3            | 0          | 355     | 0,08 %  |

## Parteivorsitzende
| Name                        | Vorsitz             | Premier              |
| --------------------------- | ------------------- | -------------------- |
| Thomas Walter Scott         | 1905–1916           | 1905–1916            |
| William Melville Martin     | 1916–1922           | 1916–1922            |
| Charles Avery Dunning       | 1922–1926           | 1922–1926            |
| James Garfield Gardiner     | 1926–1935           | 1926–1929, 1934–1935 |
| William John Patterson      | 1935–1946           | 1935–1944            |
| Walter Tucker               | 1946–1954           |                      |
| Alexander Hamilton McDonald | 1954–1959           |                      |
| Ross Thatcher               | 1959–1971           | 1964–1971            |
| David Steuart               | 1971–1976           |                      |
| Edward Cyril Malone         | 1976–1981           |                      |
| Ralph Goodale               | 1981–1988           |                      |
| Lynda Haverstock            | 1989–1995           |                      |
| Ron Osika                   | 1996 (interim)      |                      |
| Jim Melenchuk               | 1996–2001           |                      |
| David Karwacki              | 2001–2007           |                      |
| Frank Proto                 | 2007–2009 (interim) |                      |
| Ryan Bater                  | 2009–2012           |                      |
| Greg Gallagher              | 2012–2013 (interim) |                      |
| Darrin Lamoureux            | 2013–2017           |                      |
| Tara Jijian                 | 2017–2018           |                      |
| Naveed Anwar                | 2018–2020           |                      |
| Robert Rudachyk             | 2020–2021           |                      |
| Jeff Walters                | seit 2021           |                      |